# 系列位置效应

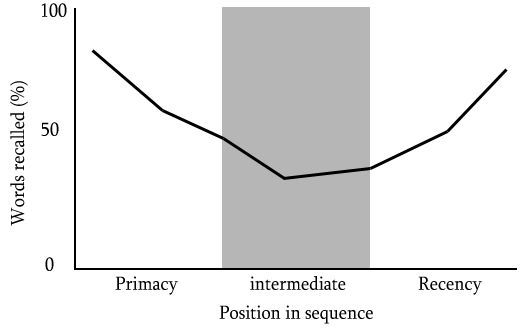
此實驗結果圖表展示了系列位置效应，其中最開始的記憶力明顯比中間高

系列位置效应（英語：serial-position effect）是一种心理學現象，指人们倾向于对首先见到的事物和最后见到的事物有更好的印象。分为首因效应（primacy effect）和近因效应（recency effect）。

## 初始效應
首因效应是对“第一印象”或“先入为主”所产生的心理学现象，指在行为过程中，最先接触的事物会给人留下深刻的感知或认知，影响人对事物的感知和判断。

## 時近效應
近因效应指在行为过程中，对事物的最近一次接触给人留下深刻的感知或认知，能对首因效应所形成的心理作用起到巩固、维持、否定、修改或调整等作用。例如在时间上与下一次购买决策最为接近，因此正或负的近因效应能促进或阻滞购买行为。